# Fundación Concordia y Libertad
Reformismo21 es una fundación española vinculada al Partido Popular (PP). Constituida bajo la denominación de «Humanismo y Democracia» cambió a su nombre a Fundación Concordia y Libertad en 2018 y a su denominación actual en 2023. Ha recibido financiación pública de los gobiernos autonómicos del PP en la Comunidad de Madrid, Castilla y León, Galicia y la Región de Murcia y de la Agencia Española de Cooperación Internacional para el Desarrollo (AECID). Entre 2010 y 2015 recibió 19,5 millones de euros de financiación pública (más del 90% de su financiación total a lo largo de ese período).
Su director general es Pablo Vázquez